# Pachydactylus formosus
Pachydactylus formosus — вид геконоподібних ящірок родини геконових (Gekkonidae). Ендемік Південно-Африканської Республіки.

## Поширення і екологія
Pachydactylus formosus мешкають на південному заході ПАР, в Західнокапській і Північнокапській провінціях, в Капських горах та в сусідніх низовинах. Вони живуть на кам'янистих схилах, порослих заростями фінбошу. Зустрічаються на висоті до 2000 м над рівнем моря.